# هری تانوسودیجو
هری تانوسودیجو (انگلیسی: Hary Tanoesoedibjo؛ زادهٔ ۱۹۶۵) کارآفرین اهل اندونزی است، که در سال ۱۹۸۹ شرکت ام‌ان‌سی را تأسیس کرد.